# أمينة حاف 2 (مسلسل)
مسلسل تلفزيوني كويتي انتج وعرض الجزء الثاني منه عام 2022 كتبه علي الدوحان واخرجه محمد عبد العزيز الطوالة

## قصة المسلسل
بعد أن تعي أمينة أن ما مرت به في السابق هو من نسج خيالها وتحاول التأقلم مع واقعها، تأخذ حياتها منحى غير متوقع عند دخول سعد وسبيكة فاجعة بموت اطفالهما حياتها

## طاقم العمل
| الممثل/ه      | اسم الشخصية    |
| ------------- | -------------- |
| إلهام الفضالة | أمينة          |
| طيف           | طيبة           |
| شهاب جوهر     | سعد            |
| بدرية طلبة    | بسبوسة         |
| خالد العجيرب  | حسن            |
| غدير السبتي   | سعدية          |
| فهد باسم      | عبد الله /عبود |
| شوق الهادي    | ميمونة         |
| في الشرقاوي   | سمية           |
| صمود المؤمن   | حصة            |
| شهد سلمان     | سبيكة          |
| إيمان فيصل    | عزيزة          |
| ريم النجم     | قمر            |
| ناصر عباس     | عزيز           |
| طلال باسم     | طلال           |
| رندة حجاج     | فوز            |
| جود عزيز      | رقة            |
| رونق          | ام عبدالله     |
| زمن عبدالله   | توتة           |

## انتقادات المسلسل
| كشف عدد من جمهور مسلسل امينة حاف أن غياب الفنانة الشابة ليالي دهراب عن الموسم الثاني أثر بشكل كبير على العمل، وأن الموسم الثاني ليس بمستوى قوة ونجاح الأول ويروي العمل قصة أمينة التي تجسد دورها الفنانة الهام الفضالة والتي تجد نفسها مضطرة بسبب ظروفها السيئة الزواج من رجل متزوج من 3 نساء ليبدأ الصراع بين الزوجات الـ 4 |                                                                            |
| أيقونة بذرة | هذه بذرة مقالة عن موضوع متعلق بالكويت بحاجة للتوسيع. فضلًا شارك في تحريرها. |